# El domador (película de 1978)
El domador es un corto documental dirigido por Joaquín Cortés en 1978.

## Sinopsis
La película narra la vida, las costumbres y la lucha por la supervivencia en los desolados los llanos venezolanos.

## Legado
La película fue votada como una de las mejores películas venezolanas de todos los tiempos en una encuesta de 1987 a 29 expertos organizada por la revista Imagen. También forma parte de una de las 15 películas consideradas patrimonio cinematográfico de Venezuela por la UNESCO, e incluida en el Programa Memoria del Mundo.